# كلية الطب البيطري بجامعة ولاية واشنطن
تعد كلية الطب البيطري بجامعة واشنطن الحكومية (CVM) (بالإنجليزية: Washington State University College of Veterinary Medicine)‏ هي المدرسة البيطرية وواحدة من الكليات العشر في جامعة ولاية واشنطن. تأسست في عام 1899 ، وهي المدرسة البيطرية الوحيدة في ولاية واشنطن وواحدة من أقدم المدارس في الولايات المتحدة. تقع الكلية في الحرم الجامعي الرئيسي في بولمان، واشنطن .

## الأقسام
تنقسم كلية الطب البيطري إلى ثلاثة أقسام ومدارس ووحدات:
- قسم العلوم السريرية البيطرية
- قسم الفسيولوجيا التكميلية وعلم الأعصاب
- قسم الميكروبيولوجيا والأمراض البيطرية
- مدرسة بول .ج ألان للصحة الحيوانية الشاملة
- مدرسة العلوم الحيوية الجزيئية
- مركز علم الأحياء التناسلي

### الاعتماد الاكاديمي
الكلية معتمدة بالكامل من قبل أربع وكالات اعتماد وطنية رئيسية:
- مجلس الجمعية الطبية البيطرية الأمريكية للتعليم (AVMA-COE)
- جمعية تقييم واعتماد رعاية حيوانات المختبرات (AAALAC) ،
- الرابطة الأمريكية لأخصائيي التشخيص المخبري البيطري (AAVLD) ،
- جمعية مستشفيات الحيوانات الأمريكية (AAHA).

## ابحاث
لكلية الطب البيطري بحوث وفيرة من شأنها أن تفيد رفاهية الحيوان والإنسان أيضًا. في السنة المالية لعام 2006، مولت كلية الطب البيطري بأكثر من 12.5 مليون دولار البحوث المتخصصة في الأمراض التي تنتقل عن طريق الغذاء والماء وعلم الأعصاب وطب القلب والأوعية الدموية وعلم وظائف الأعضاء وعلم المناعة والأمراض المعدية وعلم الجينوم الميكروبي والبروتيوم.